# كارل فون هاننو
كارل فون هاننو (بالنرويجية البوكمول: Carl von Hanno)‏ هو رسام نرويجي، ولد في 1901 في أوسلو في النرويج، وتوفي بنفس المكان في 13 فبراير 1953.